# Csűrfalva
Csűrfalva (románul: Cliț) település Romániában, Szilágy megyében.

## Fekvése
Zsibótól északkeletre, a Szamos bal partján, Csokmány és Kocsoládfalva között fekvő település.

## Nevének eredete
Nevét a magyar csűr szóból eredőnek tartják.

## Története
Csűrfalva (Csurány) neve az oklevelekben csak az 1500-as évek közepe után tűnt fel az oklevelekben:
1594-ben említették először Vyfalu néven. Mint az nevéből is kitűnik (Újfalu) 1597 körül keletkezhetett.
1607-ben Chiurfalva, Cherefalwa másképp Újfalu, 1627-ben Churfalva (Ujj falu) néveb írták.
1644 évi összeiráskor még élt egy Derse Prekup nevű jobbágy, aki a falu telepítője (pallérja) volt, aki a falu telepítéséért jutalomként élete végéig tartó szabadosságot nyert.
1594-ben Kende Gábornak is volt itt birtoka, aktől hűtlensége miatt Báthory Zsigmond egy itteni jobbágytelkét elvette és Kolozsvár polgárainak adta.
1600-ban Mihály vajda a kolozsvári polgárokat a birtok jogában megerősítette.
1627-ben Bethlen Gábor fejedelem Haller Györgyöt, Zsigmondot és Bánffy Lászlót itteni birtokukban megerősítette.
1630-as évektől az évszázad végéig a Csáky család birtoka volt.
1694-ben a Csákyakon kívül Nagy Pálnak is volt itt birtokrésze.
1696-ban Csurány a török hódoltsághoz tartozott. A török hódoltságig önálló község volt, lakói azonban elköltöztek, azóta puszta, román lakosokkal, kiknek Csákával közös egyházközségük volt.
1713-ban az elpusztult falvak között tartották számon, ekkor csupán 3 jobbágy lakosa volt 3 házban.
1804-ben Bálintit Zsigmond volt a település egyik birtokosa.
1820-ban e pussztának Cserei Miklós volt a birtokosa, aki e birtokát 1825-ben Szamosújvár városának adta zálogba.
1831-ben e pusztának 19 lakosa volt.
1838-ban Bethlen Józsefné birtoka, 1898-ban a gróf Kornis rész vásárlás útján a dési Hirsch Lipóté lett.
Csűrfalva a trianoni békeszerződés előtt Szolnok-Doboka vármegye Csákigorbói járásához tartozott.